# Ném bom Nagaoka
Các vụ đánh bom Nagaoka (長岡空襲 Nagaoka kūshū?) đã diễn ra vào đêm 01 tháng 8 năm 1945, là một phần của chiến dịch ném bom chiến lược tiến hành chiến của Hoa Kỳ chống lại các mục tiêu quân sự và dân sự và các trung tâm dân cư ở các đảo chính quốc Nhật Bản trong giai đoạn kết thúc chiến tranh thế giới II. Khoảng 80% diện tích đô thị của Nagaoka đã bị phá hủy trong vụ đánh bom.

## Bối cảnh
Nagaoka là một trung tâm thương mại khu vực và nhà của một trong các phòng thí nghiệm của Viện Vật lý và Hóa học Nghiên cứu của Nhật Bản. Trong khi truyền thuyết địa phương cho rằng Nagaoka được nhắm làm mục tiêu vì đó là quê hương của Đô đốc Nhật Bản Isoroku Yamamoto, người đã chỉ đạo các cuộc tấn công Trân Châu Cảng, sự hiện diện của các phòng thí nghiệm hóa học là nhiều khả năng lý do thành phố đã được nhắm mục tiêu.

## Diễn biến
Vào ngày 01 tháng 8 năm 1945, vào khoảng 10:30, 125 máy bay ném bom Boeing B-29 Superfortress từ phi đội 313 bém khoảng 163.000 bom cháy tổng cộng 925 tấn trên Nagaoka trong khoảng thời gian 1 giờ 40 phút. Các cơn bão lửa dẫn đến phá hủy 80 phần trăm của thành phố. Các cuộc không kích đồng thời xảy ra trên Toyama, Mito và Hachioki đêm đó. The New York Times báo cáo rằng bốn thành phố đã bị phá hủy, và số lượng bom rơi trong một đêm duy nhất được số tiền lớn nhất bao giờ hết vào thời điểm đó. Trong số 1.486 thường dân thiệt mạng trong vụ đánh bom ở Nagaoka, hơn 280 là học sinh. 
Legacy